# Ait Ouafqa
Ait Ouafqa (franska: Ait Ouafqa (CR), Ait Ouafqa (Commune Rurale), arabiska: أفلا  اغير) är en kommun i Marocko.   Den ligger i provinsen Tiznit och regionen Souss-Massa, i den centrala delen av landet, 600 km söder om huvudstaden Rabat. Antalet invånare är 5 428.